# Ponometia nuicola
Ponometia nuicola är en fjärilsart som beskrevs av Smith 1900. Ponometia nuicola ingår i släktet Ponometia och familjen nattflyn. Inga underarter finns listade i Catalogue of Life.